# Zimska krajina (z drsalci in ptičjo pastjo)
Zimska krajina z drsalci na ledu in ptičjo pastjo (tudi Zimska pokrajina z drsalci ali Ptičja past) je slika flamskega slikarja Pietera Bruegla starejšega. Prikazuje vaški prizor, v katerem ljudje drsajo po zmrznjeni reki, ptice pa se zbirajo okoli pasti za ptice na zasneženih tleh in na golih drevesih.
Obstaja več kot sto znanih zgodnjih različic motiva. Za izvirnik velja kopija iz leta 1565 v Kraljevih muzejih likovnih umetnosti v Bruslju. Pripisovanje te različice Brueglu je bilo dolgo sporno in še vedno ni dokončno razjasnjeno. Nekaj časa je Bruegel veljal tudi za avtorja različice v Umetnostnozgodovinskem muzeju na Dunaju, ki je zdaj s pridržki pripisan njegovemu sinu Pieteru Brueghlu mlajšemu.

## Različice

### Bruseljska različica
Bruseljska različica je oljna slika na hrastu velikosti 37 x 55,5 centimetra. Na spodnjem desnem robu slike je Brueglov podpis z datumom: BRVEGEL / M.D.LXV.
Slika je prišla v sklopu zbirke dr. F. Delporta do Kraljevskih muzejev lepih umetnosti (inventarna številka 8724). Objavljeno leta 1927, je bilo pripisovanje slike Pietru Brueglu starejšemu že zgodaj dvomljivo, med drugim tudi Gustav Glück in Will Grohmann. Klaus Ertz je razvil teorijo, v skladu s katero bi bila prvotna različica slike lahko tudi izgubljeno delo drugega Brueglovega sina Jana Brueghla starejšega, za katerega bi ga lahko navdihnila Brueghlova Povratek lovcev. Na sredini slike, ki je datirana v isto leto, so različni prizori kompozicije.

### Dunajska različica
Tudi dunajska različica je naslikana z oljem na hrastov les. Plošča meri približno 39 krat 57 centimetrov, z okvirjem je slika 52,2 krat 69,5 centimetra in globoka 6 centimetrov. Podpisana in datirana je na spodnjem desnem robu: P. BRVEGH […] 1601 , vendar je leto komaj čitljivo. Delo je pripadalo zbirki Leopolda Wilhelma in je v galeriji slik Umetnostnozgodovinskega muzeja na Dunaju  pod inventarno številko GG_625; muzej jo pripisuje Pieteru Brueghlu mlajšemu z dodatkom 'vprašljivo' v oklepajih.

### Druge
Obstajajo številne zgodnje replike in kopije slike. Bila je ena izmed najbolj priljubljenih kompozicij nizozemskega krajinskega slikarstva in ena najbolj znanih iz rodbine Brueghel.  Iz njihovih delavnic, ki jih je v glavnem izdeloval Pieter mlajši, se je ohranilo okoli 130 znanih kopij motiva, ki se v večini skoraj ne razlikujejo. Nahajajo se med drugim v newyorškem Metropolitanskem muzeju umetnosti , v Narodnem muzeju v Wroclavu  in v muzeju Bonnefanten v Maastrichtu.

## Opis
Slika je v glavnem v belih in svetlih, bež in modrikasto sivih tonih. Prikazuje zimsko, zasneženo pokrajino. Približno zgornjo tretjino slike zavzame nebo. Na obzorju se skozi zasneženo ravnino v daljavi vidi silhueta mesta. Srednji del slike uokvirja vaška kulisa, ki jo sestavlja skoraj ducat rdečkastih hiš in cerkev, vse s snegom pokritimi strehami. Vas je bila identificirana kot Sint-Anna-Pede v bližini Bruslja, katere gotska vaška cerkev je tudi reproducirana, na primer v Brueglovem Slepec vode slepe. Oddaljeno mesto naj bi bilo Antwerpen
Celotna pokrajina je posejana z golimi drevesi. Ospredje slike je razdeljeno na dva prizora: na levi, v malo več kot polovici širine slike, veliko ljudi uživa na ledu zamrznjene reke. Na desni strani slike je zbirka ptic okoli pasti za ptice na bregu. Ljudje so raztreseni po ledu. Sami ali v manjših skupinah med drugim drsajo ali igrajo colf, šport podoben golfu, in curling, primerljiv z balinanjem na ledeni osnovi. Skoraj vsi temni, občasno oblečeni v močno rdečo barvo, jasno izstopajo iz svetle, skoraj enobarvne okolice. Na desnem bregu reke so tudi temna drevesa s snegom na golih vejah. Brez slike štrlijo veje več grmov od spodaj. Posebno visoko drevo doseže vrh slike s celotno širino krošnje. Pod tem z vidika opazovalca na desni strani in nekoliko naprej stoji istoimenska past za ptice. Sestavljen je iz poševne deske, ki je na levi strani podprta s palico. Več črnih ptic kljuva v snegu v neposredni bližini, druge pa sedijo na vejah okoliških rastlin.
Številne reprodukcije slike se skoraj ne razlikujejo od bruseljske različice. V posameznih primerih so bile dodane figure.

## Interpretacija
Slika velja za prototip in pionir žanra zimskih krajin, ki je bil v 17. stoletju razširjen in zelo priljubljen.  Za žanr je bila ključna predvsem živahna karakterizacija sezone z izbiro barv in upodabljanjem svetlobnih pogojev.
Poleg tega je splošno razširjeno mnenje, da je Bruegel ustvaril sliko z moralizirajočo tendenco tako, da je nasproti postavil ljudi, ki gredo na led iz užitka in ptice, ki jih hrana zvabi v past. Umetnik naredi primerjavo med srečnimi, brezskrbnimi ljudmi in nič hudega slutečimi živalmi, ki iščejo hrano pod smrtonosno pastjo. Podobe človeških in živalskih figur so si zelo podobne: obe sta pretežno črni z nekaj rdečimi toni in tako tvorita močan kontrast belkasti okolici. Dve ptici, ki sedita na veji, ki z vidika opazovalca štrli s površine ledu, sta naslikani v enaki velikosti kot drsalci, ki so v upodobljeni prostoru daleč stran od njih, a na platnu neposredno ob njih. Vzporednica med obema situacijama se razlaga kot opozorilo umetnika, da se nepremišljeno in neprevidno ogroža. Hkrati je slika alegorija lubricitas vitae - negotovosti obstoja.

## Galerija
- Različica v lasti avstrijskega nadvojvode Leopolda, Kunsthistorisches Museum
- Različica v lasti Narodnega muzeja, Vroclav
- Različica v lasti Christian IV iz Danske in del okrasja gradu Rosenborg v letih 1618-1620
- Različica v lasti Elisabeth Farnese, Prado
- Različico je januarja 2014 družba Sotheby's NY prodala za 2,3 milijona dolarjev
- Različico je junija 2014 prodal Sotheby's London za 3,4 milijona funtov